# Châteauvert (rivière)
Pour les articles homonymes, voir Châteauvert (homonymie).
Le Châteauvert est un cours d'eau français qui coule dans le département du Cher. C'est un affluent de la Loire en rive gauche.

## Géographie
Le Châteauvert présente une longueur de 15,1 kilomètres. Il prend sa source dans la commune de Beffes, les Hauts de Beffes à une altitude de 164 m, s'écoule vers le nord et se jette dans la Loire, dans la commune de La Chapelle-Montlinard, à une altitude de 152 m.

### Communes traversées
Le Châteauvert traverse 4 communes, soit de l'amont vers l'aval :  Beffes (18),  Saint-Léger-le-Petit (18), Argenvières (18), La Chapelle-Montlinard (18).

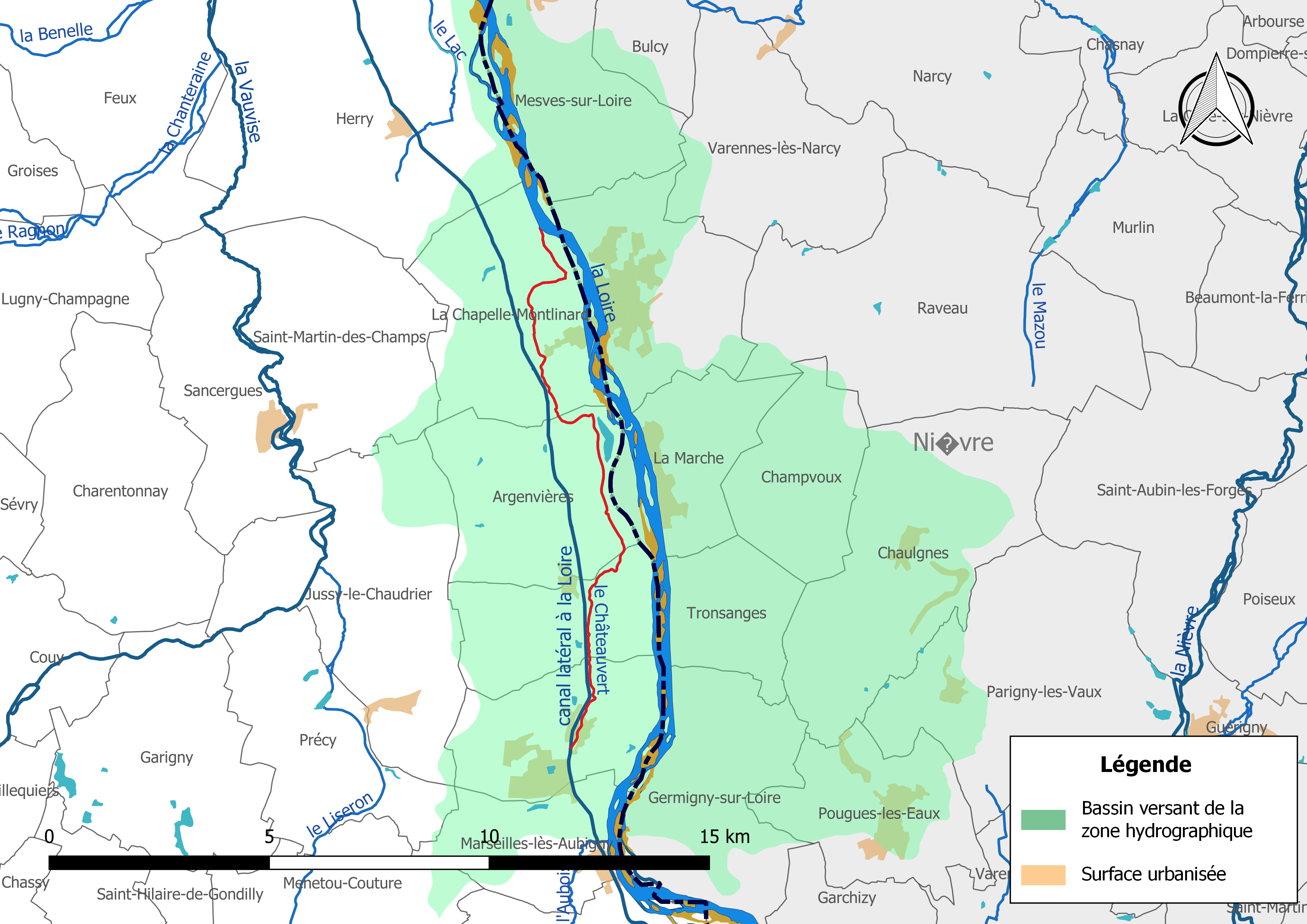
Le Châteauvert (en rouge) et la zone hydrographique dans laquelle il s'insère.

Les bassins hydrographiques sont découpés dans le référentiel national BD Carthage en éléments de plus en plus fins, emboîtés selon quatre niveaux : régions hydrographiques, secteurs, sous-secteurs et zones hydrographiques. Le bassin versant du Châteauvert s'insère dans la zone hydrographique « La Loire de L'Aubois (Nc) au Mazou (Nc)  », au sein du bassin DCE plus large « La Loire, les cours d'eau côtiers vendéens et bretons ». 

## Pêche et peuplements piscicoles
Sur le plan piscicole, le Châteauvert est classé en deuxième catégorie piscicole. L'espèce biologique dominante est constituée essentiellement de poissons blancs (cyprinidés) et de carnassiers (brochet, sandre et perche). 

## Qualité des eaux

### État des masses d'eau et objectifs
Issu de la Directive cadre européenne sur l'eau (DCE) du 23 octobre 2000, le découpage en masses d’eau permet d'utiliser un référentiel élémentaire unique employé par tous les pays membres de l'Union européenne. Une masse d'eau de surface est une partie distincte et significative des eaux de surface, telles qu'un lac, un réservoir, une rivière, un fleuve ou un canal, une partie de rivière, de fleuve ou de canal, une eau de transition ou une portion d’eaux côtières. Pour les cours d’eau, la délimitation des masses d’eau est basée principalement sur la taille du cours d’eau et la notion d’hydro-écorégion. Ces masses d’eau servent ainsi d’unité d’évaluation de l’état des eaux dans le cadre de la directive européenne. Le Châteauvert fait partie de la masse d'eau codifiée FRGR0007a et dénommée « la Loire, depuis la confluence de l'Allier jusqu'à Gien ».
Le schéma directeur d'aménagement et de gestion des eaux (Sdage) Loire-Bretagne est un document de planification dans le domaine de l’eau. Il définit, pour une période de six ans les grandes orientations pour une gestion équilibrée de la ressource en eau ainsi que les objectifs de qualité et de quantité des eaux à atteindre dans le bassin Loire-Bretagne. L'état des lieux 2013 défini dans la SDAGE 2016 – 2021 et les objectifs à atteindre pour cette masse d'eau sont les suivants,, :

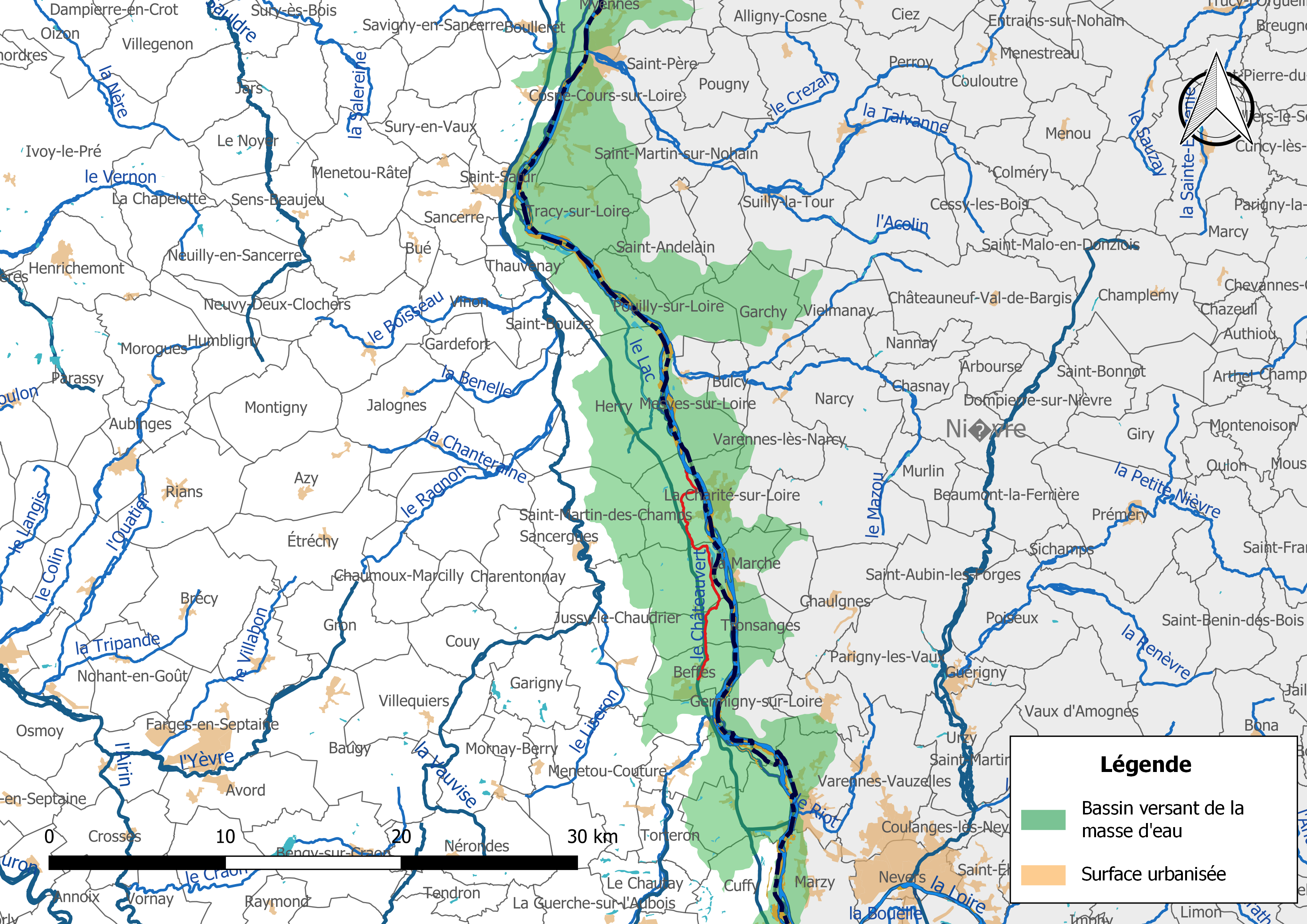
Masse d'eau « FRGR0007a », avec mise en exergue du cours d'eau « le Châteauvert » (en rouge).

| Code masse d'eau | Libellé masse d'eau                                     | État écologique 2013 des cours d'eau | État écologique 2013 des cours d'eau | État écologique 2013 des cours d'eau | État écologique 2013 des cours d'eau | Objectifs                  | Objectifs                  | Objectifs                | Objectifs                | Objectifs              | Objectifs              |
| Code masse d'eau | Libellé masse d'eau                                     | État écologique                      | État biologique                      | État physico-chimie générale         | État Polluants spécifiques           | Objectif d'état écologique | Objectif d'état écologique | Objectif d'état chimique | Objectif d'état chimique | Objectif d'état global | Objectif d'état global |
| ---------------- | ------------------------------------------------------- | ------------------------------------ | ------------------------------------ | ------------------------------------ | ------------------------------------ | -------------------------- | -------------------------- | ------------------------ | ------------------------ | ---------------------- | ---------------------- |
| FRGR0007a        | la Loire, depuis la confluence de l'Allier jusqu'à Gien | Bon état                             | Bon état                             | Bon état                             |                                      | Bon état                   | 2015                       | Bon état                 | ND                       | Bon état               | 2015                   |

## Gouvernance

### Échelle du bassin
En France, la gestion de l’eau, soumise à une législation nationale et à des directives européennes, se décline par bassin hydrographique, au nombre de sept en France métropolitaine, échelle cohérente écologiquement et adaptée à une gestion des ressources en eau. Le Châteauvert est sur le territoire du bassin Loire-Bretagne et l'organisme de gestion à l'échelle du bassin est l'agence de l'eau Loire-Bretagne.